# Business natalizio
L'espressione "business natalizio"" si riferisce al vasto e complesso fenomeno economico e commerciale che ruota attorno alla festività del Natale. Dall'essere una semplice celebrazione di radice religiosa, il Natale è diventato un potente motore commerciale, capace di influenzare ogni aspetto dell'economia, dalla cultura popolare alle dinamiche del lavoro. Oggi il business natalizio genera un notevole volume d'affari e influenza le abitudini di consumo di milioni di persone a livello globale.

## Storia ed Evoluzione
Le radici del Natale come fenomeno commerciale sono relativamente moderne. Prima dell'Ottocento si trattava prettamente di una festa religiosa che, nel corso della sua evoluzione storica, ha visto la sovrapposizione e l'integrazione di diverse tradizioni religiose e pagane.

### Antichità e Medioevo: Le Origini della Tradizione
La data del 25 dicembre fu scelta strategicamente dalla Chiesa cristiana nel IV secolo d.C. per celebrare la nascita di Gesù, in coincidenza con il solstizio d'inverno e feste pagane dedicate al sole, come i Saturnalia romani e altre tradizioni di radice nordica, che già prevedevano lo scambio di doni, banchetti e decorazioni con piante verdi.
Nel Medioevo, il Natale era una festa popolare e gioiosa che mescolava elementi religiosi e profani. Nelle chiese, addobbate con presepi e candele, venivano introdotti nuovi rituali e canti, mentre nelle piazze si svolgevano fiere e spettacoli. I regali erano destinati principalmente ai bambini e ai poveri. Tra il XVII e il XVIII secolo, grazie all'influenza della Riforma protestante e della borghesia, il Natale assunse un carattere più familiare e domestico. Le celebrazioni si spostarono nelle case, dove ci si riuniva per cenare e scambiarsi doni, e si diffuse l'usanza dell'albero di Natale, originaria della Germania, e di appendere calzini per i regali.

### XIX Secolo: La Nascita del Consumismo Natalizio
Il XIX secolo segnò la trasformazione del Natale in una festa commerciale, grazie al ruolo dei mass media, dell'industria e del mercato. Con la crescita della classe media e l'aumento della produzione di massa a metà del XIX secolo, i beni di consumo divennero più accessibili. Il successo del racconto di Charles Dickens Canto di Natale (A Christmas Carol), pubblicato nel 1843, contribuì a consolidare il Natale come momento di generosità, concetto che i commercianti e le industrie sfruttarono per promuovere lo scambio di regali e gli addobbi.
Sempre nel 1843, il direttore del Victoria and Albert Museum di Londra, Sir Henry Cole, che soleva scrivere si proprio pugno biglietti di auguri alla propria famiglia, chiese al suo amico John Callcott Horsley di stampare e produrre in serie (1000 copie) la prima cartolina di auguri natalizi della storia.
Di li a poco si affermò anche l'icona natalizia di Babbo Natale, ispirato a San Nicola di Myra, la cui figura aveva iniziato a prendere forma nei primi anni '20 dell'Ottocento e fu rappresentata graficamente per la prima volta da Thomas Nast in una vignetta pubblicata da Harper’s Bazaar nel 1863.
Negli stessi anni conobbe una crescita significativa anche il mercato dei giocattoli e dei dolci tipici come il panettone e il pandoro; le vetrine dei negozi si riempirono di prodotti "natalizi", attirando i consumatori e generando una significativa crescita degli introiti stagionali. Nel 1870 gli Stati Uniti d'America riconobbero il Natale come una loro festa ufficiale.

### XX Secolo: La Globalizzazione
Fu nel XX secolo che il Natale divenne una festa consumistica di dimensioni globali, amplificata dalla pubblicità, dal cinema e dalla televisione. Le imprese, rendendosi conto del potenziale economico, investirono sempre più in campagne promozionali, offerte speciali e confezioni regalo.
La Coca-Cola giocò un ruolo cruciale in questa evoluzione commerciale quando, nel 1931, affidò all'illustratore Haddon Sundblom di ridisegnare Babbo Natale per le proprie campagne pubblicitarie natalizie. A partire da quel momento, Babbo Natale, con il suo abito rosso e bianco (proprio come i colori della Coca-Cola), divenne un'icona classica immediatamente riconoscibile e un simbolo potente del consumismo che alimenta il business natalizio globale.
Con il boom economico degli anni '50 e '60, il Natale divenne sinonimo di shopping frenetico, grazie all'aumento delle pubblicità televisive e agli allestimenti sempre più pomposi e luminosi dei grandi magazzini. Oggi, il fenomeno del business natalizio coinvolge il mondo intero, impattando persino su culture che fino al secolo scorso ignoravano completamente questa festività. Paesi come Cina, India o Giappone hanno adottato le tradizioni natalizie, incentivati da imprese e multinazionali per interessi commerciali.
Questa diffusione è in gran parte ascrivibile al fenomeno dell'americanizzazione, ovvero la capacità di "indurre gli altri a fare quello che vuoi, facendo desiderare loro di essere come te". Dagli Stati Uniti si sono infatti diffuse anche altre "celebrazioni" nate con lo specifico intento di dare il via in modo "non ufficiale" alla stagione dello shopping natalizio, quali il Black Friday prima e il Cyber Monday successivamente.

### Il Business Natalizio Oggi
Il fenomeno del business natalizio è in costante evoluzione, adattandosi ai cambiamenti culturali, alle abitudini dei consumatori e allo sviluppo tecnologico. Le strategie di marketing mirano a coinvolgere un pubblico ampio, stimolando gli acquisti durante il periodo delle festività.
Anche l'impatto sul mercato del lavoro è significativo, in particolare per le assunzioni stagionali. Nei mesi di ottobre, novembre e dicembre, molte aziende aumentano il personale temporaneo, spesso tramite Agenzie per il Lavoro, per gestire l'incremento della domanda. In questo periodo, i lavoratori interinali possono rappresentare circa il 10-15% della forza lavoro totale, con picchi del 30% nel commercio al dettaglio e del 40% nella logistica.
In sintesi, il business natalizio rappresenta un complesso e dinamico fenomeno economico che, pur evolvendosi nel tempo, continua a influenzare profondamente le abitudini di consumo e le dinamiche produttive a livello globale.